# Mister Lonely
Mister Lonely es una película de comedia dramática escrita, producida y dirigida por Harmony Korine, coescrita por Harmony y su hermano Avi. Se estrenó en 2007 en la sección Un certain regard de la 60.ª edición del Festival Internacional de Cine de Cannes.

## Argumento
Un joven viviendo en París se dedica a ser imitador de Michael Jackson, trabaja en las calles y parques públicos bailando mientras atrae turistas. Durante un evento en un asilo de ancianos, conoce a una mujer que personifica a la actriz Marilyn Monroe. Atraído por su belleza, el joven se siente atraído y juntos viajan a una comuna en las tierras altas de Escocia, en el lugar vive su marido Charlie Chaplin y su hija Shirley Temple. En ese mismo lugar un grupo de personas que personifican al papa, la reina Elizabeth II, Madonna y James Dean, construyen un escenario donde buscan presentar un espectáculo, con la esperanza de que algún día vengan turistas de todo el mundo a ver su evento. En otra parte del mundo, un grupo de monjas de un país en vías de desarrollo trabajan para ayudar a la población donando alimento a los pobres, durante una misión una monja tiene un accidente en la avioneta donde viajaba y sobrevive. La monja sobreviviente relata su experiencia en el convento y explica que solo los de corazón sincero sobreviven; por ello, el resto de las monjas saltan de avionetas para demostrar su pureza y que de verdad son protegidas por su Dios.

## Elenco
- Diego Luna como Michael Jackson.[2]
- Samantha Morton como Marilyn Monroe.[2]
- Denis Lavant como Charlie Chaplin.[2]
- Werner Herzog como Padre Umbrillo.[2]
- James Fox como El papa.[2]
- Anita Pallenberg como Isabel II del Reino Unido.
- Melita Morgan como Madonna.
- Jason Pennycooke como Sammy Davis, Jr.
- Esmé Creed-Miles como Shirley Temple.
- Leos Carax como Renard.
- Richard Strange como Abraham Lincoln.
- Rachel Korine como Caperucita Roja.
- Joseph Morgan como James Dean.
- Michael-Joel Stuart como Buckwheat.

## Producción
El director Harmony Korine buscaba hacer una cinta sobre imitadores basada en  «la naturaleza obsesiva de la personificación». Korine ha manifestado cariño y empatía hacia los imitadores desde joven. En una entrevista que concedió en 2003 al New York Post, la actriz Chloë Sevigny reveló que Korine se volvió adicto a varias drogas y eso trajo consigo problemas de abuso y de otro tipo relacionados con su trabajo como director, porque estaba deprimido y abusaba de la cocaína. El actor Richard Strange, que interpretó a Abraham Lincoln, mencionó que el director cambiaba constantemente las escenas y los diálogos de la cinta. Durante la filmación la mayoría de los actores y actrices permanecieron metidos en sus personajes, incluso cuando no estaban ante la cámara y durante su vida cotidiana. En la filmación de la historia sobre las monjas, Korine recibió el apoyo de un grupo real de monjas paracaidistas procedentes de España.

## Banda sonora
La música para la cinta fue escrita e interpretada por la banda Sun City Girls, y el resto de las pistas fue creado por Spiritualized, Frontman y Jason Pierce.

### Lista de pistas
1. Michael's Opening (dialogue)
2. Spank Rock – Backyard Betty
3. Jason Spaceman – Blues 1
4. Jason Spaceman – Blues 2 (Intro)
5. Sun City Girls – 3D Girls
6. Jason Spaceman – Panama 1
7. Sun City Girls – Spook
8. Jason Spaceman – Garden Walk
9. Sun City Girls – Steppe Spiritual
10. Jason Spaceman – Pope in the Bath
11. Daniel Rovai – Red River Valley
12. Nun's Prayer (dialogue)
13. Sun City Girls – Mr. Lonely Viola
14. Sun City Girls – Beryl Scepter
15. Red Riding Hood's Hangman (dialogue)
16. Jason Spaceman – Stooges Harmonica
17. Father Umbrillo's Broken Nation
18. Jason Spaceman – Musicbox Underwater
19. Sun City Girls – Circus Theme
20. Sun City Girls – Vine Street Piano
21. Jason Spaceman – Paris Beach
22. Sun City Girls – Farewell
23. Angel Morgan – Gold Dust
24. Aphex Twin – Btoum-Roumada

## Recepción
La cinta tuvo un presupuesto de más de $8.2 millones de dólares y recaudó solamente $386,915 dólares en los primeros nueve meses de proyección. La película recibió críticas mayormente negativas, el sitio Rotten Tomatoes reporta una aceptación del 46%. Peter Bradshaw, crítico del diario británico The Guardian, definió la película como una tragicomedia sobre los imitadores. Además recalcó que «es una cinta sin sentido e irritante, que en unos minutos literalmente sientes que te falta aire» y «el actor que interpreta a Michael Jackson al no poder interpretar las canciones debido a la falta de los derechos, tuvo que hacer movimientos ridículos de baile».